# ストロボライト
『ストロボライト』は、青山景による日本の漫画作品。

## 概要
『CONTINUE』（太田出版）誌上にて、Vol.33（2007年）からVol.46（2009年）まで連載された。ただし、Vol.44は休載。
初版の単行本帯に記載されたキャッチコピーは「君が好きになったのは――本当に〈私〉? だから書かなくてはならない。知るために。」である。

## あらすじ
ある夜、小説家・浜崎正は夜行列車で過去を書き続ける。それは大学生時代に出会った町田ミカと出会い、別れるまでの出来事。彼女は浜崎が何度も見返した映画『Q9』のヒロイン・桐島すみれにそっくりであった。
しだいに過去の経験と『Q9』の内容がシンクロしだし、それは現在の浜崎に重なっていく。そして、浜崎はなぜ夜行列車に乗っているのか、どこへと向かっているのかが明らかになっていく。

## 登場人物
浜崎正
町田ミカ
実和子
松永信二

## 書誌情報
- 青山景『ストロボライト』 太田出版、全1巻、2009年8月14日初版発行、同年8月4日発売[2]、ISBN 978-4-7783-2095-9